# Trio di Parma
Il Trio di Parma è un complesso cameristico nato nel 1990 al Conservatorio "Arrigo Boito" di Parma.

È composto da Alberto Miodini (pianoforte), Ivan Rabaglia (violino), Enrico Bronzi (violoncello).

Il Trio di Parma si è costituito nel 1990 nella classe di musica da camera di Pierpaolo Maurizzi al Conservatorio "A. Boito" di Parma. Successivamente il Trio ha approfondito la sua formazione musicale con il leggendario Trio di Trieste presso la Scuola di Musica di Fiesole e l'Accademia Chigiana di Siena. Nel 2000 è stato scelto per partecipare all'Isaac Stern Chamber Music Workshop presso la Carnegie Hall di New York.
Il Trio di Parma ha ottenuto i riconoscimenti più prestigiosi con le affermazioni al Concorso Internazionale "Vittorio Gui" di Firenze, al Concorso Internazionale di Musica da Camera di Melbourne, al Concorso Internazionale della ARD di Monaco ed al Concorso Internazionale di Musica da Camera di Lione. Inoltre nel 1994 l'Associazione Nazionale della Critica Musicale ha assegnato al Trio di Parma il "Premio Abbiati" quale miglior complesso cameristico.  Il Trio di Parma è stato invitato dalle più importanti istituzioni musicali in Italia (Accademia di S.Cecilia di Roma, Società del Quartetto di Milano, Amici della Musica di Firenze, Gran Teatro La Fenice di Venezia, Unione Musicale di Torino, Giovine Orchestra Genovese di Genova, Amici della Musica di Palermo, Accademia Filarmonica Romana,...), e ripetutamente, al Festival Internazionale "Musica in Villa - Tigullio" e all'estero (Filarmonica di Berlino, Carnegie Hall e Lincoln Center di New York, Wigmore Hall di Londra, Konzerthaus di Vienna, Sala Moliere di Lione, Filarmonica di S. Pietroburgo, Teatro Colon e Coliseum di Buenos Aires, Los Angeles, Washington, Amburgo, Monaco, Dublino, Varsavia, Rio de Janeiro, San Paolo, Lockenhaus Festival, Barossa e Melbourne Festival, Orta Festival,...). Ha collaborato con importanti musicisti quali Vladimir Delman, Carl Melles, Anton Nanut, Bruno Giuranna, Alessandro Carbonare e Eduard Brunner; ha effettuato registrazioni radiofoniche e televisive per la RAI e per numerose emittenti estere (Bayerischer Rundfunk, NDR, WDR, MDR, Radio Bremen, ORT, BBC Londra, ABC-Classic Australia). Ha inoltre inciso le opere integrali di Brahms per l'UNICEF, di Beethoven e Ravel per la rivista Amadeus, Schostakovich per Stradivarius (premiato come miglior disco dell'anno 2008 dalla rivista Classic Voice) ed infine Pizzetti, Liszt, Schumann e Dvorak per l'etichetta Concerto.       
Il Trio di Parma, oltre ad un impegno didattico costante nei Conservatori di Novara, Gallarate e al Mozarteum di Salisburgo, tiene corsi alla International Chamber Music Academy di Duino e alla Scuola di Musica di Fiesole. 
Ivan Rabaglia suona un Giovanni Battista Guadagnini costruito a Piacenza nel 1744 ed Enrico Bronzi un Vincenzo Panormo costruito a Londra nel 1775. 

## Discografia
- Beethoven: Trii per Archi e Pianoforte - Trio di Parma, 2012 Amadeus
- Dvořák: Piano Trios - Trio di Parma, 2013 Concerto
- Schubert, Trio pf. n. 2 D.100/Sonatensatz D.28 - Trio di Parma, 2016 Decca
- Schumann: Piano Trios Nos. 1-3 - Trio di Parma, 2012 Concerto
- Shostakovich : Complete Works for Piano Trio - Ivan Rabaglia/Enrico Bronzi/Trio di Parma/Alberto Miodini/Julia Korpacheva, 2008 Milano Dischi